# Адолф Шуман
Адолф Шуман (на немски: Adolf Schumann) е австрийски зоолог.

## Биография
Роден е на 30 юни 1860 г. във Виена. Получава прогимназиално евангелско образование. На 14-годишна възраст постъпва при майстор скулптор да учи резбарство и скулптура.
На 1 юли 1911 г. пристига в София, посрeщнат на гарата от директора на Царската зологическа градина Бернард Курциус. През 1914 г. пътува до Берлин и Хамбург, за да донесе двойка лъвове. През 1917 г. отново пътува до Виена като занася един брадат орел, а в замяна получава един леопард и няколко редки птици.
През 1917 г. цар Фердинанд го награждава с орден „За гражданска заслуга“ V степен, а през 1923 г. цар Борис III го удостоява със сребърен медал за наука и изкуство.
На 28 септември 1926 г. постъпва на работа в дирекцията на Царските природонаучни институти, в Царския музей. Умира на 13 март 1941 г.